# Tiggarstudenten

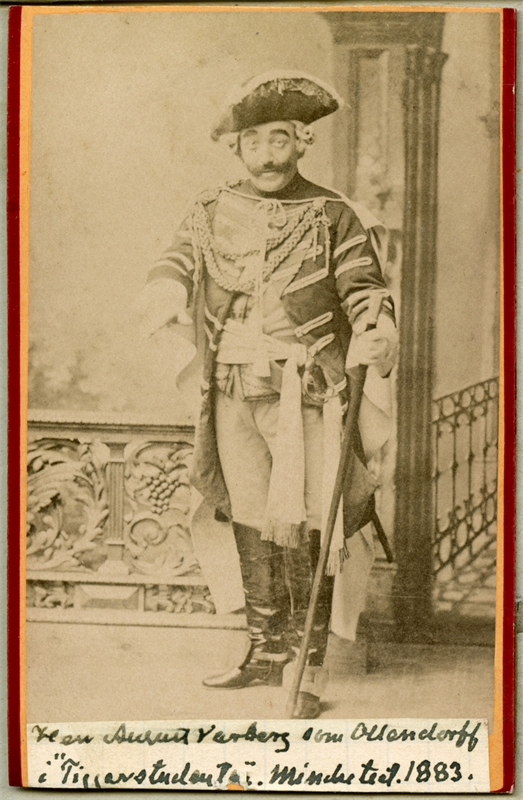
August Warberg som Överste Ollendorff i Tiggarstudenten vid svenska uruppförandet 1883.

Tiggarstudenten (tyska: Der Bettelstudent) är en österrikisk operett i tre akter med musik av Carl Millöcker. Libretto av Richard Genée och Friedrich Zell som bygger på skådespelet  Les Noces de Fernande av Victorien Sardou. 

## Historia
Efter de mindre succéerna med Gräfin Dubarry och Apajune, der Wassermann hade både Millöcker och librettisterna Genée och Zell gjort sig stora namn. Genée och Zell samarbetade dessutom samtidigt med Franz von Suppé (Boccaccio och Johann Strauss den yngre (Det lustiga kriget). Enligt legenden hade librettisterna 1882 två nyskrivna texter färdiga: en löst byggd på en polsk historia (Der Bettelstudent) och en annan byggd (Venezianische Nächte, senare omarbetad till En natt i Venedig) på en tämligen framgångsrik fransk opéra-comique (Le Château Trompette). Då den senare visade sig vara det svaga numret resonerade de att den mer etablerade Strauss skulle kunna åstadkomma succé med sin välkända musik. De förlitade sig på Strauss kända osäkerhet och överlämnade båda texterna för hans bedömning. Men när Strauss instinktivt valde den bättre Bettelstudent informerade librettisterna hur glada de var över det då Millöcker gärna ville ha det andra stycket. Det var allt Strauss vill höra: han beslöt sig för det venetianska stycket. Legenden motbevisas av att Tiggarstudenten hade premiär nästan ett år före En natt i Venedig och att Strauss i flera år hade talat med Genée och Zell om ett operett som utspelades i Venedig. Faktum kvarstår dock vad Strauss hade kunnat göra med Tiggarstudenten och Millöcker med En natt i Venedig...
Operetten hade urpremiär den 6 december 1882 på Theater an der Wien i Wien och blev en succé från första början. Musiken tillhör tveklöst Millöckers finaste och librettot hör till operetthistoriens absolut bästa textböcker. Operetten gjorde Millöcker till en rik man och han kunde sluta med att dirigera och enbart koncentrera sig på att komponera. Två år efter premiären spelade Theater an der Wien fortfarande verket, som utgjorde 25% av alla föreställningar. Mellan 1896 och 1921 gavs 4940 föreställningar på tyska scener och än idag framförs den mer eller mindre regelbundet. Säsongen 1990/91 gavs det tolv uppsättningar i Tyskland, Österrike och Schweiz med inalles 180 000 besökare.
Tiggarstudenten blev en succé även i Berlin (på Friedrich-Wilhelmstädisches Theater) 1883 och spelades snart över hela Tyskland. I New York uppfördes den både på tyska och engelska under samma månad (oktober 1883). I London uppfördes den 1884 medan Parispremiären fick vänta till 1889.
Den har filmats åtminstone fem gånger i (1922, 1927, 1931, 1936 och 1956), varav den mest kända tillkom 1936 i Nazityskland regisserad av Georg Jacoby och med Fritz Kampers, Harry Hardt, Marika Rökk och Johannes Heesters i huvudrollerna. Trots filmens starka propagandistiska slagsida tillhör den 1930-talets mest glittriga wieneroperettsfilmer och framstod som en tysk motsvarighet till Hollywoods storslagna epos med Jeanette MacDonald och Nelson Eddy. Operettens tema med polsk motstånd mot Tyskland gjorde den dock mindre populär hos regimen i Tyskland efter andra världskrigets utbrott 1939.

### Svenska uppsättningar
Den svenska premiären ägde rum på Mindre teatern i Stockholm 1883. Den har också uppförts på Oscarsteatern 1909, 1913-14 och 1921 och på Stockholmsoperan 1927 och 1951  samt på Skansens friluftsteater 1941.

## Personer

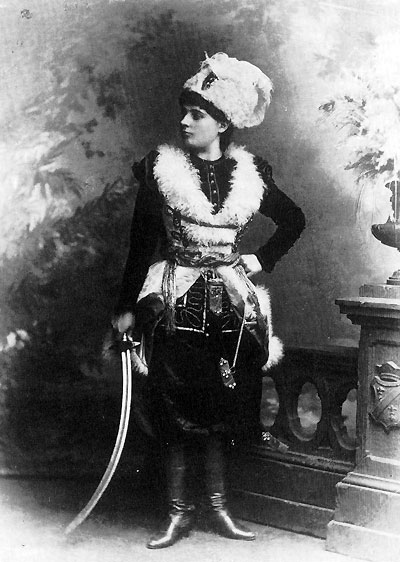
Gerda Grönberg-Rove i Tiggarstudenten.

| Roller                                               | Röststämma  | Premiärbesättning 6 december 1882 Dirigent: Carl Millöcker |
| ---------------------------------------------------- | ----------- | ---------------------------------------------------------- |
| Överste Ollendorf, Sachsisk kommendant över Krakow   | bas         | Felix Schweighofer                                         |
| Symon Rymanowicz, tiggarstudenten                    | tenor       | Alexander Girardi                                          |
| Jan Janicki, en student                              | tenor       | Josef Josephi                                              |
| Enterich, en fånge                                   | baryton     | Carl Adolf Friese                                          |
| Piffke, warden                                       | tenor       |                                                            |
| Puffke, uppsyningsman                                | tenor       |                                                            |
| Fänrik Richthofen                                    | tenor       |                                                            |
| Grevinnan Palmatica Nowalska                         | mezzosopran | Therese Braunecker-Schäfer                                 |
| Laura Nowalska, Palmaticas dotter                    | sopran      | Caroline Finaly                                            |
| Bronislava Nowalska, Palmaticas dotter               | sopran      | Lore Jona                                                  |
| Onuphrie, Palmaticas tjänare                         | bas         |                                                            |
| Greve Bogumil Malachowski, Palmaticas kusin          | bas         | Alexander Guttmann                                         |
| Eva, Bogumils fru                                    | mezzosopran | Lore Jona                                                  |
| Major von Wangenheim                                 | tenor       |                                                            |
| Löjtnant von Schweinitz                              | bas         | Franz Eppich                                               |
| Kapten Henrici                                       | bas         |                                                            |
| Fångar och deras fruar, soldater, bröllopsgäster kör |             |                                                            |

1. ↑  Ibland kallad S. Symonovicz
2. ↑  Ibland kallad Felinski

## Handling
Operetten utspelar sig år 1704 i Krakow vid tiden för Karl XII:s fälttåg mot August den starke, kurfurste av Sachsen och kung av Polen. 
Akt I
Polens dåvarande huvudstad Krakow är ockuperat av sachsiska trupper under ledning av en oborstad överste vid namn Ollendorf. Denne herre är mycket förgrymmad på en viss ung polsk grevinna, Laura Nowalska. Översten har under en dans med den sköna grevinnan blivit så till sig att han kysst henne på skuldran. Varpå hon svarat med att ge honom en örfil. Ollendorf berättar själv den pinsamma episoden i en av Tiggarstudentens mest kända melodier, valsen "Ack, jag gav henne blott uppå skuldran en kyss". Hela den sachsiska officerskåren har mycket roligt åt intermezzot, men översten ruvar på hämnd. Han vet att Lauras mor bara kan tänka sig en adelsman som make till dottern. Ollendorf väljer bland sina polska fångar ut en ung student vid Krakows universitet, Symon Rymanowicz, som han erbjuder friheten plus en stor summa pengar om Symon går med på att spela prins och miljonär, uppvakta Laura och i sinom tid fria till henne. Symon går in på avtalet på villkor att hans gode vän och medfånge Jan Janicki också blir frigiven och får uppträda som prinsens sekreterare. Symon blir nu som prins Wybitzky presenterad för Laura och det blir kärlek vid första ögonkastet. Symon friar och får ja och överste Ollendorf gnuggar händerna av förtjusning. Intrigen utvecklar sig precis efter hans beräkningar. Samtidigt uppstår tycke mellan Jan och Lauras syster Bronislawa.
Akt II
Symon kämpar med sitt samvete och vill berätta sanningen för Laura. Han skriver ett brev vari han bekänner allt. Ollendorf inser att brevet kommer förstöra hans plan och övertalar Lauras mor att inte läsa brevet. Efter vigseln och mitt i bröllopsyran skickar Ollendorf fram en samling trashankar. Det är tiggarstudentens medfångar som gratulerar brudgummen. En pinsam situation uppstår och så avslöjar Ollendorf att Lauras stenrike prins är en tiggarstudent. Med allmän bestörtning bland bröllopsgästerna och stor förbittring inom familjen Nolwalska slutar andra akten med att Symon fördrivs.
Akt III
Symon överväger självmord men hans vän Janicki avslöjar att han är i själva verket är polsk officer och medlem i en grupp patrioter som planerar storma slottet och återinsätta kung Stanislaus. De polska trupperna stormar in i Krakow och Ollendorf tas till fånga. Polen är befriat. Symon blir adlad av kungen och tas till nåder av både svärmor och sin fru.

## Musiknummer
Akt 1
- "Ach unsre Lieben sperrte man ein": Inledning – kör (Ja, man äter och man dricker gott, blir livet rosenrött och himmelsblått)
- "Und da soll man noch galant sein – Ach ich hab' sie ja nur auf die Schulter geküßt": Ollendorf (Ack jag gav henne blott uppå skuldran en kyss)
- "Die Welt hat das genialste Streben": Entréduett – Symon – Jan – kör (Nej tagen dagen utan bekymmer)
- "O Juchheissa, hurra! Die Messe beginnt": Kör och ensemble
- "Einkäufe machen sollten wir eigentlich": Entrétrio – Laura – Bronislawa – Palmatica (Ack nej jag gråter blott av lycka)
- "Das ist der Fürst Wybicki"
- "Bravo! Bravo! Es geht ganz famos"
- "Ich knüpfte manche zarte Bande": Ensemble och sång – Ollendorf – Laura – Bronislawa – Symon – Jan – Palmatica – kör (Det täcka könet jag studerat)
- "Du bist die Seine? – Höchste Lust und tiefstes Leid – Bei solchem Feste": Final akt 1 – Palmatica – Laura – Symon – Bronislawa – Ollendorf – Jan – Enterich – kör

Akt 2

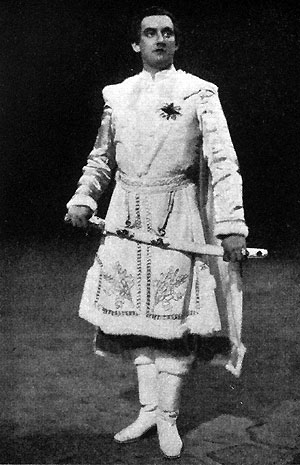
Einar Beyron som Simon i Tiggarstudenten

- "O einen Mann hat sie (hab' ich) gefunden": Trio – Palmatica – Bronislawa – Laura
- "O durch diesen Kuß sei unser Bund geweiht!": Duett – Jan – Bronislawa (Vår lycka måste än en tid förbli en hemlighet)
- "Soll ich reden, darf ich schweigen? – Ich setz' den Fall": Duett – Symon – Laura (Skall jag taga, skall jag tiga, Antag det fall)
- "Glückliche Braut! Dir strahlet hell das Leben": Ensemble – Symon – Ollendorf – Palmatica – Jan – Laura – kör
- "Mit Geld und guten Worten": Couplet – Ollendorf
- "Klinget, Feierglocken, klinget!"
- "Trinkt uns zu, trinkt uns zu"
- Tempo di Mazur
- "Heidahi, heidaha! Sind wer och nich invidiert..."
- "Ach, ich hab' sie ja nur auf die Schulter geküßt": Final akt 2 – Ollendorf – Symon – Enterich – Laura – Bronislawa – Palmatica – Jan – kör

Akt 3
- "Lumpen, Bagage, Bettelstudent!"
- "Der Fürst soll nur ein Bettler sein": Inledning – Bronislawa – kör
- "Ich hab' kein Geld, bin vogelfrei": Couplet – Symon (Nu är jag pank och fågelfri)
- "Still, man kommt! – Dort steht der Patron!"
- "Die halbe Stunde ist vorbei"
- "Jetzt lach' ich jeglicher Gefahr": Ensemble – Ollendorf – Palmatica – Symon – Jan – Laura – Bronislawa – kör
- "Befreit das Land! Geknüpft das Band!": Final akt 3 – Symon – Laura – Bronislawa – Jan – Palmatica – kör